# Chattanooga (Oklahoma)
Chattanooga è un comune degli Stati Uniti d'America, situato nello Stato dell'Oklahoma, diviso tra la contea di Comanche e la contea di Tillman.

## Nella cultura di massa
Nel piccoli centro dell'Oklahoma è ambientato un episodio del fumetto Ken Parker, intitolato appunto "Il giorno in cui bruciò Chattanooga" . Nella storia, ambientata attorno al 1873, vi sono però alcuni incongruenze storiche: la più grande è dovuta al fatto che in realtà il piccolo centro fu fondato circa 30 anni dopo più o meno contemporaneamente alla costruzione della ferrovia, dismessa nel 1942, e che nella la storia si tratta di una città di dimensioni già allora più grandi dell'attuale centro.